# Dariya Derkach
Dariya Derkach –en ucraniano, Дар'я Деркач– (Vínnytsia, Ucrania, 27 de marzo de 1993) es una deportista italiana de origen ucraniano que compite en atletismo, especialista en la prueba de triple salto.
Ganó una medalla de plata en el Campeonato Europeo de Atletismo en Pista Cubierta de 2023. Participó en dos Juegos Olímpicos de Verano, Río de Janeiro 2016 y Tokio 2020, sin poder clasificarse para la final del triple salto.

## Palmarés internacional
| Campeonato Europeo en Pista Cubierta | Campeonato Europeo en Pista Cubierta | Campeonato Europeo en Pista Cubierta | Campeonato Europeo en Pista Cubierta |
| Año                                  | Lugar                                | Medalla                              | Prueba                               |
| ------------------------------------ | ------------------------------------ | ------------------------------------ | ------------------------------------ |
| 2023                                 | Estambul (Turquía)                   | Medalla de plata                     | Triple salto                         |